# Гем (мифология)
Гем (др.-греч. Αἷμος) — персонаж древнегреческой мифологии, фракиец, брат Родопы. Брат с сестрой были влюблены друг в друга и называли себя Зевсом и Герой, за что были наказаны — превращены в горы во Фракии. Гем был превращён в горную цепь Гем (др.-греч. Αἶμος, лат. Haemus), ныне — Стара-Планина, а Родопа — в горы Родопы:

Были в одном из углов фракийцы Гем и Родопа,

Снежные горы теперь, а некогда смертные люди, —

Прозвища вечных богов они оба рискнули присвоить.
Оригинальный текст (лат.)Threiciam Rhodopen habet angulus unus et Haemum,

nunc gelidos montes, mortalia corpora quondam,

nomina summorum sibi qui tribuere deorum;
— Овидий. Метаморфозы. VI, 87—89